# Ceratophrys cornuta
Ceratophrys cornuta é uma espécie de "sapo untanha" que ocorre na Floresta Amazônica (Brasil, Suriname, Peru etc.). Também conhecido como sapo-de-chifre-da-Amazônia é um  sapo volumoso, medindo até 20 centímetros e são encontrados na parte norte da América do Sul. Ele tem uma boca excepcionalmente grande, e tem projeções parecidas com chifre acima dos olhos. As fêmeas colocam até 1.000 ovos de cada vez, e os envolve em torno de plantas aquáticas . O sapo-untanha possui uma boca grande, capaz de engolir animais de seu tamanho como outros sapos, lagartos e roedores. Os girinos desses sapos devoram uns aos outros (e girinos de outras espécies), logo depois de ser eclodidos.
Esta espécie já foi considerada a mesma espécie que Ceratophrys ornata. Esta disputa foi estabelecido mais tarde, sapo-de-chifre-da-Amazônia vive em um habitat diferente do que seu primo menor e as espécies não se cruzam na natureza (mas fazem-no em cativeiro). Esta espécie tem sido conhecida por predar outras espécies de sapo-de-chifre, especialmente a Ceratophrys ornata .